# Euchaetomera glyphidophthalmica
Euchaetomera glyphidophthalmica är en kräftdjursart som beskrevs av Illig 1906. Euchaetomera glyphidophthalmica ingår i släktet Euchaetomera och familjen Mysidae. Inga underarter finns listade i Catalogue of Life.